# Franklin (Maine)
Franklin és una població dels Estats Units a l'estat de Maine (EUA). Segons el cens del 2000 tenia 1.370 habitants.

## Demografia
Segons el cens del 2000, Franklin tenia 1.370 habitants, 579 habitatges, i 389 famílies. La densitat de població era de 14,4 habitants/km².
Dels 579 habitatges en un 28,7% hi vivien nens de menys de 18 anys, en un 56,1% hi vivien parelles casades, en un 8,3% dones solteres, i en un 32,8% no eren unitats familiars. En el 26,4% dels habitatges hi vivien persones soles el 10,7% de les quals corresponia a persones de 65 anys o més que vivien soles. El nombre mitjà de persones vivint en cada habitatge era de 2,35 i el nombre mitjà de persones que vivien en cada família era de 2,8.
Per edats la població es repartia de la següent manera: un 22,6% tenia menys de 18 anys, un 5,8% entre 18 i 24, un 29,6% entre 25 i 44, un 27,2% de 45 a 60 i un 14,9% 65 anys o més.
L'edat mediana era de 40 anys. Per cada 100 dones de 18 o més anys hi havia 91,7 homes.
La renda mediana per habitatge era de 32.070 $ i la renda mediana per família de 38.594 $. Els homes tenien una renda mediana de 28.214 $ mentre que les dones 19.900 $. La renda per capita de la població era de 17.188 $. Entorn del 10,7% de les famílies i el 15,9% de la població estaven per davall del llindar de pobresa.